# Ramon Solé i Valdívia
Ramon Solé i Valdívia (Cartagena, 1938 — Barcelona, 3 de març de 1997) fou un ballarí i coreògraf, fundador del Ballet Contemporani de Barcelona i creador de la seva mateixa companyia i escola de dansa, en actiu fins a la seva mort l'any 1997. L'any 1954, Ramón Solé es va traslladar amb la seva família a La Rochelle (França) on va començar a estudiar en el Conservatori Municipal de Música i Dansa amb la coneguda professora Colette Milner. Dos anys després, Solé va debutar com a solista i primer ballarí a la companyia francesa Ballet des Étoiles de París, dirigida per Milorad Miskovitch e Irena Lidové. Entre 1958 i 1959, Ramon Solé va ser solista i primer ballarí en el Grand Teatre de Bordeus de La Rochelle.
L'època d'esplendor d'aquest ballarí va començar l'any 1964 quan va combinar la seva activitat de ballarí amb la de coreògraf. Solé i Valdívia va realitzar la seva primera coreografia Improvissacio I. Des de llavors, Solé i Valdívia va crear importants coreografies que es van estrenar en diverses ciutats, internacionals com París, Basilea, Cannes, Bonn, Nàpols, etc. En aquesta etapa, Solé va ser deixeble de Joan Magriñà i Sanromà, coreògraf català. Així doncs, Solé va ser ballarí del Gran Teatre del Liceu de Barcelona. Allà va interpretar obres com Gaviotas de Joan Magrinyà i Evocación, entre d'altres. Després del seu debut al Liceu, Solé va decidir tornar a França on va crear el festival Le Paris Festival Ballet on van participar artistes internacionals de dansa com Marianna Hilarides i Philip Salem. És necessari esmentar que aquest festival es va compondre d'obres de grans músics i coreògrafs contemporanis com Serge Lifar, Heinz Poll, George Reich i, per descomptat, Milorad Miskovitch.
Entre 1954 i 1974, Solé va col·laborar en diferents companyies, gires artístiques i va ballar els primers papers tant del repertori clàssic com creant nous personatges en obres de coreògrafs actuals. L'any 1973, el coreògraf i ballarí català va patir una lesió molt greu a la cama que va fer que aquest s'apartés una mica de la dansa. Així va ser com Solé va dedicar-se a ser professor de dansa clàssica a l'Institut del Teatre de Barcelona. L'any 1975, Solé va crear el Ballet Contemporani de Barcelona, que és fins ara, la companyia més veterana del panorama de la dansa moderna del nostre país. Malauradament, l'any 1976 es va produir una escissió per desavinences al Ballet Contemporani de Barcelona. Aquest passa a les mans d'Amèlia Boluda, Anselm J. Garcia i Dinora Valdívia. Mentrestant, Solé va crear la Companyia de Dansa de Barcelona "Ramón Solé" en què entre les seves alumnes es trobava la famosa ballarina Aixa Guerra. En aquesta companyia, Solé va posar en pràctica la combinació d'una línia neoclàssica amb una experimental que va començar a treballar al Ballet Contemporani de Barcelona. L'any 1978, Televisió Espanyola va contractar a Ramón Solé per actuar amb diferents nombres d'actuacions en la producció La Danza. Després es faran altres edicions del mateix programa en què també comptaran amb aquest extraordinari ballarí.
Entre 1977 i 1979, Solé va estrenar el seu últim i més conegut treball La Dansa de la Mort (1978) en el Saló Tinell de Barcelona junt a Sílvia Munt. La Dansa de la Mort (1978) està composta per una coreografia seva realizada amb la música de Wolfgang Amadeus Mozart - Rèquiem K. 626- i sobre textos medievals d'Enrich Hortembach. Altres obres que van donar èxit a Solé van ser Tot l'enyor d'un passat, Carmen, L'Adeu, Prélude à l'Áprès-midi d'un faune, Danses Litúrgiques, Tres poemes d'amor, Romeu i Julieta, Tango, etc.
Per acabar, el 3 de març de 1997, Ramón Solé va morir de càncer després d'haver estat lluitant cinc anys per combatre'l just en el moment en què estava treballant amb la seva estimada amiga Jannick Niort en el ballet que passaria a anomenar-se Nikinsky le clown de Dieu. Així doncs, aquest treball no va poder dur-se a terme. No obstat això, Ramon Solé sempre serà recordat per les seves grans obres i per la seva entranyable vocació per la dansa, no només a la seva escola de dansa Centre de Dansa Ramón Solé sinó també a tot el món artístic, tant nacional com internacional.
Val a dir que entre els anys 2002 i 2021, Joan Ramon Canals, l'administrador de Ramon Solé, va donar en quatre fases un conjunt de materials representatius de la seva activitat artística al Centre de Documentació i Museu de les Arts Escèniques de Barcelona.

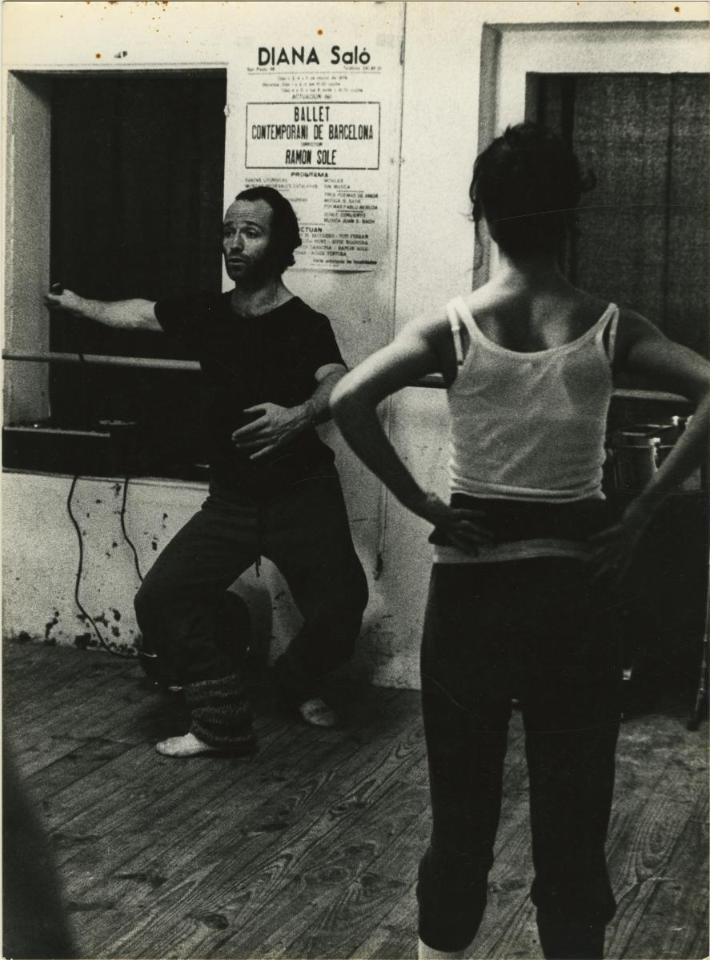
Ramón Solé assajant amb una ballarina.

## Fons
Entre els anys 2002-2021 s'ingressà un conjunt de materials representatius de la seva activitat artística, donat per Joan Ramon de Canals, administrador de la seva companyia, al Centre de Documentació i Museu de les Arts Escèniques de Barcelona.